# Maurice Yaméogo
Maurice Yaméogo (31 de diciembre de 1921 – 15 de septiembre de 1993) fue el primer presidente de la República de Alto Volta, actual Burkina Faso, cuyo mandato transcurrió entre el 11 de diciembre de 1959 y el 3 de enero de 1966. Proclamó la independencia de Francia el 5 de agosto de 1960 e intentó sin éxito crear una unión entre Costa de Marfil y Alto Volta. En 1966, debió abandonar la presidencial debido a un golpe de Estado, y fue puesto bajo arresto domiciliario.

## Biografía
Conocido como «Monsieur Maurice», encarnó el Estado voltaico en el momento de su independencia. Como miembro de la administración colonial, Maurice Yaméogo comenzó su carrera en 1946 en el denso panorama político del Alto Volta gracias a sus habilidades oratorias. En mayo de 1957, como parte de la formación del primer Gobierno Volta establecido por la ley marco Defferre, se unió al gobierno de coalición formado por Ouezzin Coulibaly, como Ministro de Agricultura bajo la etiqueta del Movimiento Democrático Voltaico (MDV). En enero de 1958, amenazado por una moción de censura, Ouezzin Coulibaly indujo a Maurice Yaméogo y sus aliados a unirse a la Unión Democrática Voltaica-Reagrupación Democrática Africana (UDV-RDA) con la promesa de ascender en el gobierno. Maurice Yaméogo se elevó así al número 2 del gobierno con la cartera del Interior, una posición clave que le permitió, tras la muerte en septiembre de 1958 de Ouezzin Coulibaly, ejercer como jefe interino de gobierno.
Maurice Yaméogo impuso rápidamente sus elecciones. Después de la proclamación de la República el 11 de diciembre de 1958, opera en 1959 una sorprendente inversión de posición frente a la Federación de Malí propuesta por Léopold Sédar Senghor. Aunque la Asamblea Constituyente Voltaica quería que el Alto Volta se uniera a la Federación, Maurice Yaméogo optó por la soberanía internacional y una integración regional limitada a la esfera económica con el Consejo de la Entente. Tras lo cual, Yaméogo neutralizó cualquier oposición parlamentaria. Una vez depurada la UDV-RDA de sus adversarios, se impuso como partido único. El Alto Volta se encontró, incluso antes de su independencia, el 5 de agosto de 1960, bajo el yugo de su dictadura.
En política exterior, celoso y admirador del éxito internacional de su colega marfileño Félix Houphouët-Boigny, lo desafió al establecer una efímera unión aduanera (1961-1962) con la muy progresista Ghana de Kwame Nkrumah. Houphouët-Boigny se convirtió rápidamente en su mejor aliado en diciembre de 1965. Yaméogo firmó con él un acuerdo para establecer la doble ciudadanía para los ciudadanos de Costa de Marfil y el Alto Volta. Este proyecto no tuvo tiempo para triunfar. 
El 3 de enero de 1966, en un contexto de severas medidas de austeridad financiera, su régimen fue derrocado por una manifestación pacífica organizada por las fuerzas vivas de la nación voltaica: los sindicatos, la llamada jefatura tradicional y el clero. En 1993, falleció tras ser rehabilitado por el presidente de la República Blaise Compaoré.